# Most na rzece odkupienia
Most na rzece odkupienia – drugi album studyjny polskiego rapera Kaczora. Wydawnictwo ukazało się 20 września 2014 roku nakładem wytwórni muzycznej MVP Records. Produkcji nagrań podjęli się White House, RX, Poszwix, Młody G.R.O., The Returners, Urban, Kriso, Gaca oraz DJ Creon. Z kolei wśród gości na płycie znaleźli się: Ero, INA, Kajman, Trzeci Wymiar, Kriso, Gaca, Rafi, RY23, Koni, Słoń, Shellerini oraz Paul Wall.
Album dotarł do 43. miejsca zestawienia OLiS.

## Lista utworów
Opracowano na podstawie materiału źródłowego.
1. „M.N.R.O.” (produkcja: White House) – 1:33
2. „Czas na powrót” (produkcja: RX) – 3:32
3. „Nawijam” (produkcja: RX) – 3:48
4. „Z prawdą na bakier” (gościnnie: Ero, produkcja: White House) – 3:52
5. „Gdy słowa nie przychodzą” (gościnnie: INA, produkcja: Poszwix) – 3:39
6. „Odkupienie” (produkcja: Młody G.R.O.) – 4:10
7. „3210” (produkcja: The Returners) – 3:11
8. „A na imię mam...” (gościnnie: Kajman, produkcja: White House) – 4:20
9. „Wszechstylowy blitzkrieg” (gościnnie: Trzeci Wymiar, produkcja: Urban) – 5:04
10. „Wiem kim jestem” (gościnnie: INA, produkcja: Młody G.R.O.) – 4:13
11. „Historia jakich wiele” (produkcja: Kriso, Gaca) – 3:57
12. „Dość” (produkcja: Młody G.R.O.) – 4:26
13. „Między jawą a snem” (produkcja: The Returners) – 3:31
14. „Mordercze wersy” (gościnnie: Rafi, RY23, Koni, Słoń i Shellerini, produkcja: DJ Creon) – 4:23
15. „Mniej niż zero” (gościnnie: Paul Wall, produkcja: White House) – 3:16
16. „Drzwi” (produkcja: Poszwix) – 1:41